# Unión Nacional Ítalo-estadounidense
La Unión Nacional Ítalo-estadounidense (en inglés: Italian-American National Union), antiguamente conocida como la Unione Siciliana, fue una organización siciliano-estadounidense que controlaba gran parte del voto italiano en los Estados Unidos durante las primeras décadas del siglo XX. Su sede estaba en la ciudad de Chicago, Illinois. Fue una gran fuente de conflicto durante la Prohibición cuando figuras del bajo mundo se disputaron el control de esta organización muy influyente mediante varios presidentes de fachada totalmente controlados por la Chicago Outfit. Durante los años 1970, la organización se fusionó con los "Hijos e hijas italianos de los Estados Unidos". Sin embargo, grupos similares aún existen y todavía tienen mucha influencia en las comunidades ítalo-estadounidenses a través de los Estados Unidos, a pesar de que esta población es cada vez más escasa e irrelevante en el voto.

## Historia
La organización fue fundada en 1895 por inmigrantes sicilianos en Chicago. El nombre se cambió a "Unión Nacional Ítalo-estadounidense" en 1925 para traer ítalo-estadounidenses de otras regiones. La Unión pagaban pensiones de enfermedad y muerte y tenían depositados  $100,000 en el Departamento de Seguros de Illinois. Fue reestructurado como un grupo de seguros de vida fraternal en 1937.
La Unión fue absorbida por la Italian Sons and Daughters of America Fraternal Association en 1991.